# کووالوو (شهرستان خوجژ)
کووالوو (به لهستانی:  Kowalewo) یک روستا در لهستان است که در گمینا مارگونگن واقع شده‌است.